# 交響曲第3番 (オネゲル)
交響曲第3番『典礼風』（てんれいふう、仏: La Symphonie n°3  "Symphonie Liturgique"  ）H.186は、アルテュール・オネゲルが作曲した3番目の交響曲である。

## 概要
プロ・ヘルヴェティア財団からの委嘱を受けて、第二次世界大戦が終結した1945年から1946年にかけて作曲された。オネゲルはこの作品のタイトルについて、「他に適当な言葉がないので、私はここに『典礼風』という形容詞を使用しました。この交響曲の宗教的な性格を表すためです」と語っており、作品の3つの楽章には、死者のためのミサ（レクイエム）と詩篇の中から取られた句がタイトルとして付けられている。カトリックの典礼から取った標題を与えているがグレゴリオ聖歌からの引用は含んでいない。
作品はオネゲル自身が人間全体の運命を思いながら苦悩し、その心の様を反映しているが、評論家のベルナール・ガヴォティのインタビューに答えて、オネゲルは次の通りに語っている。
「私がこの曲に表そうとしたのは、もう何年も私たちを取り囲んでいる蛮行、愚行、苦悩、機械化、官僚主義の潮流を前にした現代人の反応なのです。周囲の盲目的な力にさらされる人間の孤独と彼を訪れる幸福感、平和への愛、宗教的な安堵感との間の戦いを、音楽によって表そうとしたのです。私の交響曲は言わば、3人の登場人物を持つ1篇の劇なのです。その3人とは、「不幸」、「幸福」、そして「人間」です。これは永遠の命題で、私はそれをもう一度繰り返したに過ぎません…」
初演は1946年8月17日にチューリヒにて、シャルル・ミュンシュの指揮で行なわれた。またパリでの初演は同年の11月14日に行われ、この時もミュンシュが指揮を行った。なお作品はミュンシュに献呈された。

## 楽器編成
3管編成である。
- フルート3　（3番奏者はピッコロに持ち替え）
- オーボエ2
- コーラングレ1
- クラリネット2
- バスクラリネット1
- ファゴット2
- コントラファゴット1
- ホルン4
- トランペット3
- トロンボーン3
- チューバ1
- ティンパニ
- サスペンデッド・シンバル
- バスドラム
- テナードラム（Caisse roulante）
- トライアングル
- 銅鑼
- ピアノ1
- 弦五部

ピッコロ、コントラファゴット、コントラバスを除き、全て実音（in C）で記譜されている。
Caisse roulante は、響き線を持たない太鼓であるが、スネアドラムで演奏される場合もある。

## 構成
3楽章の構成で、演奏時間は約29分。各楽章の終結部には、オネゲル自身が「鳥の主題」と呼ぶ同一の主題が一種の循環形式のように用いられ、曲全体の統一がはかられている。
第1楽章　「怒りの日」（Dies irae ）
Allegro Marcato、4/4拍子、二分音符＝76～80　
ここで描かれるのは神の怒りに直面した人間の恐れである。オーケストラは「全てを一掃する絶対的な激怒した竜巻」、「力の爆発と全てを破壊する憎悪」を表現する。執拗なリズムが死の舞踏のように混沌のイメージを作り出す間、管楽器が呻きに似た長いフレーズを奏する。「暴力的な」3つの主要主題に基づいて構成され、展開と再現が認められる。楽章終結部で、トロンボーン・チューバ（低音域のフルートとコーラングレを伴う）のオクターブユニゾンにより「鳥の主題」が演奏されるが、希望の兆しはまだ見えない。
第2楽章　「深き淵より」（De profundis clamavi ）
Adagio、3/4拍子、四分音符＝54
神に見捨てられた人々の苦しみの瞑想、祈りを表現した、霊感に満ちた深遠なアダージョ楽章である。終結部分では、「鳥の主題」がフルートの装飾的なソロに変容する。この「鳥」は悲劇の中にあって平和への約束を象徴する、オリーブの枝をくわえた鳩である。
オネゲル自身は、この楽章について「充実した、豊かな、一気に流れていく旋律の線を求めた」と語っている。また、ベルリン出身でパリに住む現代音楽専門の音楽学者のハリー・ハルブライヒは「オネゲルの作品中でも最も気高く、深い霊感に満ちたものの部類に入る」と評している。
第3楽章　「我らに平和を」（Dona nobis pacem ）
Andante → Adagio 、4/4拍子、四分音符＝88（Andante） → 四分音符＝58（Adagio）
低音楽器を主体とする重々しい行進曲がpp で開始される。この楽章で表現されるのは文明がもたらした「集団的な愚かさの台頭」であり、「隷属への人の絶え間ない進行のさま」である。オネゲルはそのために、故意にバスクラリネットによる「馬鹿げた主題」を考案した。行進は進み、アクセントを伴うホルンの主題（被害者の反抗意識と暴動）、半音階で下降する木管楽器の動機、弦楽器によるエスプレッシーヴォの主題などが加わって次第に盛り上がり、fff の不協和音によるクライマックスに至る。これが急速に静まると、ホ長調のアダージョとなり、人類の平和への願いを表すpp sempre dolce の新しい主題が1stヴァイオリンとソロのチェロによって奏でられる。ピッコロが「鳥の主題」を回想し、静かに曲を閉じる。「こうして、鳩がかつて広大な水たまりの上空を羽ばたいていたように、鳥の平和の歌は交響曲の上空を舞う。」
ハルブライヒはこの楽章について、「疲労困憊し、絶望して這いまわる人間の行進であり、ついにはその反抗心が苦痛の叫びとなって爆発する。しかし後に続くのは、慰めと神の許しで、フルートによる霊的な鳥の歌が取り巻く永遠の平和の、この世になならぬ幻影に他ならない」と語っている。

## 備考
- ドミートリイ・ショスタコーヴィチ ： この作品を2台ピアノ用に編曲した。